# Jouttijärvi (sjö, lat 66,67, long 25,12)
Jouttijärvi är en sjö i Finland. Den ligger i kommunen Rovaniemi i landskapet Lappland, i den norra delen av landet, 700 km norr om huvudstaden Helsingfors. Jouttijärvi ligger 120,3 meter över havet. Arean är 45,2 hektar och strandlinjen är 6,47 kilometer lång. Sjön  ingår i Kemi älvs huvudavrinningsområde. 